# Crassula capensis
Crassula capensis (лат.) — вид суккулентных растений рода Толстянка (Crassula) семейства Толстянковые (Crassulaceae), естественно произрастающий на территории Капской провинции Южно-Африканской Республики.

## Название
Родовое латинское название Crassula происходит от латинского слова crassus, — «толстый», в основном из-за присутствия у растений этого рода сочных листьев.
Видовой латинский эпитет capensis был дан из-за того, что данное растение встречается на мысе Доброй Надежды (англ. Cape of Good Hope).

## Ботаническое описание
Многолетний клубневый геофит с прямостоячими стеблями высотой от 50 до 200 мм, иногда с разветвлёнными стеблями от основания. Листья расположены супротивно, в 2-4 парах, с черешками длиной до 30 мм. Форма листьев обратнояйцевидная или эллиптическая, размерами от 20 до 80 мм в длину и от 5 до 60 мм в ширину. Листья тупые, клиновидные, сердцевидные или городчатые, иногда зубчатые, обычно голые, мясистые, с зелёным или пурпурным нижним поверхностями.
Соцветие обычно верхушечное, от зонтиковидного до плосковершинного тирса, с цветоносом длиной 30-130 мм и 5-12-членными цветками. Чашечка состоит из треугольных долей длиной 1-3 мм, зелёных с красноватым оттенком. Венчик звёздчатый, белый или розоватый, с ланцетными долями длиной 3-8 мм. Тычинки с коричневыми пыльниками. Чешуйки округлые, поперечно-продолговатые или выемчатые, мясистые, цвета от жёлтого до белого.
Это растение отличается от Crassula saxifraga по форме звёздчатых цветков и наличию прицветников, охватывающих ветви почти зонтиковидного соцветия. В стадии плодоношения венчик закрывается, что может создать впечатление трубчатых цветков. Прицветники имеют округлую форму, что также может помочь в их идентификации.

## Распространение и экология
Crassula capensis произрастает на защищённых влажных склонах в юго-западной и южной частях Западного Кейпа, начиная от Клануильяма и до Риверсдейла, особенно часто встречаясь после пожаров. Растение обитает на щебнистых склонах, во влажных укрытых местах и под нависающими скалами.
Цветки Crassula capensis опыляются пчёлами и другими насекомыми. После пожаров наблюдается увеличение обильности цветения этого растения. Клубни растения устойчивы к разрушению во время пожаров, а питательные вещества, полученные из пепла и ранних зимних дождей, способствуют успешному процветанию Crassula capensis на влажных горных склонах.

## Таксономия
Crassula capensis (L.) Baill., первое упоминание в Hist. Pl. 3: 312 (1871).

### Синонимы
- Crassula septas Thunb. (1794), nom. illeg.
- Septas capensis L. (1760)

### Разновидности
Подтвержденные разновидности в соответствии с данными сайта Plants of the World Online на 2024 год:
- Crassula capensis var. albertiniae (Schönland) Toelken
- Crassula capensis var. capensis
- Crassula capensis var. promontoriiCrassula capensis var. promontorii (Schönland & Baker f.) Toelken